# كيرك ستيوارت
كيرك ستيوارت (1974 في زيمبابوي - )  (بالإنجليزية: Kirk Stewart)‏ هو لاعب كريكت بريطاني. لعب مع Hertfordshire County Cricket Club ‏ وHampshire Cricket Board ‏.